# Newcastle United Football Club 2025-2026
Questa voce raccoglie le informazioni riguardanti il Newcastle United Football Club nelle competizioni ufficiali della stagione 2025-2026.

## Maglie e sponsor
Il fornitore tecnico per la stagione 2025-2026 è Adidas, mentre lo sponsor ufficiale è Sela.
| Casa | Trasferta | Terza Divisa |

## Rosa
Aggiornata al 17 agosto 2025
| N. |                        | Ruolo | Calciatore          |
| -- | ---------------------- | ----- | ------------------- |
| 1  | Inghilterra (bandiera) | P     | Nick Pope           |
| 2  | Inghilterra (bandiera) | D     | Kieran Trippier     |
| 3  | Inghilterra (bandiera) | C     | Lewis Hall          |
| 4  | Paesi Bassi (bandiera) | D     | Sven Botman         |
| 5  | Svizzera (bandiera)    | D     | Fabian Schär        |
| 6  | Inghilterra (bandiera) | D     | Jamaal Lascelles () |
| 7  | Brasile (bandiera)     | C     | Joelinton           |
| 8  | Italia (bandiera)      | C     | Sandro Tonali       |
| 10 | Inghilterra (bandiera) | A     | Anthony Gordon      |
| 11 | Inghilterra (bandiera) | C     | Harvey Barnes       |
| 12 | Germania (bandiera)    | D     | Malick Thiaw        |
| 13 | Inghilterra (bandiera) | D     | Matt Targett        |
| 14 | Svezia (bandiera)      | A     | Alexander Isak      |
| 17 | Svezia (bandiera)      | D     | Emil Krafth         |

| N. |                        | Ruolo | Calciatore      |
| -- | ---------------------- | ----- | --------------- |
| 18 | Danimarca (bandiera)   | A     | William Osula   |
| 20 | Svezia (bandiera)      | A     | Anthony Elanga  |
| 21 | Inghilterra (bandiera) | D     | Tino Livramento |
| 23 | Inghilterra (bandiera) | C     | Jacob Murphy    |
| 28 | Inghilterra (bandiera) | C     | Joe Willock     |
| 29 | Inghilterra (bandiera) | P     | Mark Gillespie  |
| 30 | Scozia (bandiera)      | D     | Harrison Ashby  |
| 31 | Inghilterra (bandiera) | P     | Max Thompson    |
| 32 | Inghilterra (bandiera) | P     | Aaron Ramsdale  |
| 33 | Inghilterra (bandiera) | D     | Dan Burn        |
| 37 | Irlanda (bandiera)     | D     | Alex Murphy     |
| 39 | Brasile (bandiera)     | C     | Bruno Guimarães |
| 41 | Inghilterra (bandiera) | C     | Jacob Ramsey    |
| 67 | Inghilterra (bandiera) | C     | Lewis Miley     |

## Calciomercato

### Sessione estiva
| Acquisti         | Acquisti        | Acquisti          | Acquisti                    |
| R.               | Nome            | da                | Modalità                    |
| ---------------- | --------------- | ----------------- | --------------------------- |
| A                | Anthony Elanga  | Nottingham Forest | definitivo (61,4 milioni €) |
| C                | Jacob Ramsey    | Aston Villa       | definitivo (51 milioni €)   |
| D                | Malick Thiaw    | Milan             | definitivo (35 milioni €)   |
| P                | Aaron Ramsdale  | Southampton       | prestito (4,6 milioni €)    |
| A                | Antonio Cordero | Malaga            | gratuito                    |
| Altre operazioni |                 |                   |                             |
| R.               | Nome            | da                | Modalità                    |
| D                | Lloyd Kelly     | Juventus          | fine prestito               |
| D                | Harrison Ashby  | QPR               | fine prestito               |
| C                | Isaac Hayden    | Portsmouth        | fine prestito               |

| Cessioni         | Cessioni             | Cessioni      | Cessioni                   |
| R.               | Nome                 | a             | Modalità                   |
| ---------------- | -------------------- | ------------- | -------------------------- |
| D                | Lloyd Kelly          | Juventus      | defintivo (17,2 milioni €) |
| C                | Sean Longstaff       | Leeds Utd     | defintivo (13,8 milioni €) |
| A                | Callum Wilson        | West Ham Utd  | gratuito                   |
| P                | Martin Dúbravka      | Burnley       | n.d.                       |
| A                | Antonio Cordero      | Westerlo      | prestito                   |
| C                | Joe White            | Leyton Orient | prestito                   |
| P                | Odysseas Vlachodīmos | Siviglia      | prestito                   |
| D                | Jamal Lewis          |               | svincolato                 |
| C                | Isaac Hayden         |               | svincolato                 |
| P                | John Ruddy           |               | svincolato                 |
| Altre operazioni |                      |               |                            |
| R.               | Nome                 | da            | Modalità                   |

### Sessione invernale
| Acquisti         | Acquisti         | Acquisti         | Acquisti         |
| R.               | Nome             | da               | Modalità         |
| Altre operazioni | Altre operazioni | Altre operazioni | Altre operazioni |
| R.               | Nome             | da               | Modalità         |
| ---------------- | ---------------- | ---------------- | ---------------- |

| Cessioni         | Cessioni         | Cessioni         | Cessioni         |
| R.               | Nome             | a                | Modalità         |
| Altre operazioni | Altre operazioni | Altre operazioni | Altre operazioni |
| R.               | Nome             | da               | Modalità         |
| ---------------- | ---------------- | ---------------- | ---------------- |

## Risultati

### Premier League
| Birmingham 16 agosto 2025, ore 12:30 WEST 1ª giornata | Aston Villa | 0 – 0 referto | Newcastle Utd | Villa Park\| Arbitro: \| Pawson \| |
| Arbitro:                                              | Pawson      |               |               |                                    |

| Newcastle upon Tyne 25 agosto 2025, ore 20:00 WEST 2ª giornata | Newcastle Utd | – referto | Liverpool | St James' Park |

| Leeds 30 agosto 2025, ore 17:30 WEST 3ª giornata | Leeds Utd | – referto | Bournemouth | Elland Road |

| Newcastle upon Tyne 4ª giornata | Newcastle Utd | – referto | Wolverhampton | St James' Park |

| Bournemouth 5ª giornata | Bournemouth | – referto | Newcastle Utd | Vitality Stadium |

| Newcastle upon Tyne 6ª giornata | Newcastle Utd | – referto | Arsenal | St James' Park |

| Newcastle upon Tyne 7ª giornata | Newcastle Utd | – referto | Nottingham Forest | St James' Park |

| Brighton 8ª giornata | Brighton | – referto | Newcastle Utd | AMEX Stadium |

| Newcastle upon Tyne 9ª giornata | Newcastle Utd | – referto | Fulham | St James' Park |

| Londra 10ª giornata | West Ham Utd | – referto | Newcastle Utd | London Stadium |

| Brentford 11ª giornata | Brentford | – referto | Newcastle Utd | Brentford Community Stadium |

| Newcastle upon Tyne 12ª giornata | Newcastle Utd | – referto | Manchester City | St James' Park |

| Liverpool 13ª giornata | Everton | – referto | Newcastle Utd | Everton Stadium |

| Newcastle upon Tyne 14ª giornata | Newcastle Utd | – referto | Tottenham | St James' Park |

| Newcastle upon Tyne 15ª giornata | Newcastle Utd | – referto | Burnley | St James' Park |

| Sunderland 16ª giornata | Sunderland | – referto | Newcastle Utd | Stadium of Light |

| Newcastle upon Tyne 17ª giornata | Newcastle Utd | – referto | Chelsea | St James' Park |

| Manchester 18ª giornata | Manchester Utd | – referto | Newcastle Utd | Old Trafford |

| Burnley 19ª giornata | Burnley | – referto | Newcastle Utd | Turf Moor |

| Newcastle upon Tyne 20ª giornata | Newcastle Utd | – referto | Crystal Palace | St James' Park |

| Newcastle upon Tyne 21ª giornata | Newcastle Utd | – referto | Leeds Utd | St James' Park |

| Wolverhampton 22ª giornata | Wolverhampton | – referto | Newcastle Utd | Molineux Stadium |

| Newcastle upon Tyne 23ª giornata | Newcastle Utd | – referto | Aston Villa | St James' Park |

| Liverpool 24ª giornata | Liverpool | – referto | Newcastle Utd | Anfield |

| Newcastle upon Tyne 25ª giornata | Newcastle Utd | – referto | Brentford | St James' Park |

| Londra 26ª giornata | Tottenham | – referto | Newcastle Utd | Tottenham Hotspur Stadium |

| Manchester 27ª giornata | Manchester City | – referto | Newcastle Utd | City of Manchester Stadium |

| Newcastle upon Tyne 28ª giornata | Newcastle Utd | – referto | Everton | St James' Park |

| Newcastle upon Tyne 29ª giornata | Newcastle Utd | – referto | Manchester Utd | St James' Park |

| Londra 30ª giornata | Chelsea | – referto | Newcastle Utd | Stamford Bridge |

| Newcastle upon Tyne 31ª giornata | Newcastle Utd | – referto | Sunderland | St James' Park |

| Londra 32ª giornata | Crystal Palace | – referto | Newcastle Utd | Selhurst Park |

| Newcastle upon Tyne 33ª giornata | Newcastle Utd | – referto | Bournemouth | St James' Park |

| Londra 34ª giornata | Arsenal | – referto | Newcastle Utd | Emirates Stadium |

| Newcastle upon Tyne 35ª giornata | Newcastle Utd | – referto | Brighton | St James' Park |

| West Bridgford 36ª giornata | Nottingham Forest | – referto | Newcastle Utd | City Ground |

| Newcastle upon Tyne 37ª giornata | Newcastle Utd | – referto | West Ham Utd | St James' Park |

| Hammersmith e Fulham 38ª giornata | Fulham | – referto | Newcastle Utd | Craven Cottage |

## Statistiche
Aggiornate al 16 agosto 2025

### Statistiche di squadra
| Competizione     | Punti | In casa | In casa | In casa | In casa | In casa | In casa | In trasferta | In trasferta | In trasferta | In trasferta | In trasferta | In trasferta | In campo neutro | In campo neutro | In campo neutro | In campo neutro | In campo neutro | In campo neutro | Totale | Totale | Totale | Totale | Totale | Totale | DR |
| Competizione     | Punti | G       | V       | N       | P       | Gf      | Gs      | G            | V            | N            | P            | Gf           | Gs           | G               | V               | N               | P               | Gf              | Gs              | G      | V      | N      | P      | Gf     | Gs     | DR |
| ---------------- | ----- | ------- | ------- | ------- | ------- | ------- | ------- | ------------ | ------------ | ------------ | ------------ | ------------ | ------------ | --------------- | --------------- | --------------- | --------------- | --------------- | --------------- | ------ | ------ | ------ | ------ | ------ | ------ | -- |
| Premier League   | -     |         |         |         |         |         |         | 1            | 0            | 1            | 0            | 0            | 0            | -               | -               | -               | -               | -               | -               | 1      | 0      | 1      | 0      | 0      | 0      | 0  |
| FA Cup           | -     |         |         |         |         |         |         |              |              |              |              |              |              | -               | -               | -               | -               | -               | -               |        |        |        |        |        |        |    |
| League Cup       | -     |         |         |         |         |         |         |              |              |              |              |              |              | -               | -               | -               | -               | -               | -               |        |        |        |        |        |        |    |
| Champions League | -     |         |         |         |         |         |         |              |              |              |              |              |              | -               | -               | -               | -               | -               | -               |        |        |        |        |        |        |    |
| Totale           | -     |         |         |         |         |         |         | 1            | 0            | 1            | 0            | 0            | 0            | -               | -               | -               | -               | -               | -               | 1      | 0      | 1      | 0      | 0      | 0      | 0  |

### Andamento in campionato
| Giornata  | 1 | 2 | 3 | 4 | 5 | 6 | 7 | 8 | 9 | 10 | 11 | 12 | 13 | 14 | 15 | 16 | 17 | 18 | 19 | 20 | 21 | 22 | 23 | 24 | 25 | 26 | 27 | 28 | 29 | 30 | 31 | 32 | 33 | 34 | 35 | 36 | 37 | 38 |
| --------- | - | - | - | - | - | - | - | - | - | -- | -- | -- | -- | -- | -- | -- | -- | -- | -- | -- | -- | -- | -- | -- | -- | -- | -- | -- | -- | -- | -- | -- | -- | -- | -- | -- | -- | -- |
| Luogo     | T |   |   |   |   |   |   |   |   |    |    |    |    |    |    |    |    |    |    |    |    |    |    |    |    |    |    |    |    |    |    |    |    |    |    |    |    |    |
| Risultato | N |   |   |   |   |   |   |   |   |    |    |    |    |    |    |    |    |    |    |    |    |    |    |    |    |    |    |    |    |    |    |    |    |    |    |    |    |    |
| Posizione |   |   |   |   |   |   |   |   |   |    |    |    |    |    |    |    |    |    |    |    |    |    |    |    |    |    |    |    |    |    |    |    |    |    |    |    |    |    |

Legenda:

Luogo: C = Casa; T = Trasferta. Risultato: V = Vittoria; N = Pareggio; P = Sconfitta.

### Statistiche dei giocatori
Sono in corsivo i calciatori che hanno lasciato la società a stagione in corso.
| Giocatore     | Premier League | Premier League | Premier League | Premier League | FA Cup   | FA Cup | FA Cup      | FA Cup     | League Cup | League Cup | League Cup  | League Cup | Champions League | Champions League | Champions League | Champions League | Totale   | Totale | Totale      | Totale     |
| Giocatore     | Presenze       | Reti           | Ammonizioni    | Espulsioni     | Presenze | Reti   | Ammonizioni | Espulsioni | Presenze   | Reti       | Ammonizioni | Espulsioni | Presenze         | Reti             | Ammonizioni      | Espulsioni       | Presenze | Reti   | Ammonizioni | Espulsioni |
| ------------- | -------------- | -------------- | -------------- | -------------- | -------- | ------ | ----------- | ---------- | ---------- | ---------- | ----------- | ---------- | ---------------- | ---------------- | ---------------- | ---------------- | -------- | ------ | ----------- | ---------- |
| M. Almirón    | 0              | 0              | 0              | 0              | 0        | 0      | 0           | 0          | 0          | 0          | 0           | 0          | 0                | 0                | 0                | 0                | 0        | 0      | 0           | 0          |
| H. Barnes     | 1              | 0              | 0              | 0              | 0        | 0      | 0           | 0          | 0          | 0          | 0           | 0          | 0                | 0                | 0                | 0                | 1        | 0      | 0           | 0          |
| S. Botman     | 0              | 0              | 0              | 0              | 0        | 0      | 0           | 0          | 0          | 0          | 0           | 0          | 0                | 0                | 0                | 0                | 0        | 0      | 0           | 0          |
| D. Burn       | 1              | 0              | 0              | 0              | 0        | 0      | 0           | 0          | 0          | 0          | 0           | 0          | 0                | 0                | 0                | 0                | 1        | 0      | 0           | 0          |
| A. Elanga     | 1              | 0              | 0              | 0              | 0        | 0      | 0           | 0          | 0          | 0          | 0           | 0          | 0                | 0                | 0                | 0                | 1        | 0      | 0           | 0          |
| A. Gordon     | 1              | 0              | 0              | 0              | 0        | 0      | 0           | 0          | 0          | 0          | 0           | 0          | 0                | 0                | 0                | 0                | 1        | 0      | 0           | 0          |
| B. Guimarães  | 1              | 0              | 0              | 0              | 0        | 0      | 0           | 0          | 0          | 0          | 0           | 0          | 0                | 0                | 0                | 0                | 1        | 0      | 0           | 0          |
| L. Hall       | 0              | 0              | 0              | 0              | 0        | 0      | 0           | 0          | 0          | 0          | 0           | 0          | 0                | 0                | 0                | 0                | 0        | 0      | 0           | 0          |
| A. Isak       | 0              | 0              | 0              | 0              | 0        | 0      | 0           | 0          | 0          | 0          | 0           | 0          | 0                | 0                | 0                | 0                | 0        | 0      | 0           | 0          |
| Joelinton     | 1              | 0              | 1              | 0              | 0        | 0      | 0           | 0          | 0          | 0          | 0           | 0          | 0                | 0                | 0                | 0                | 1        | 0      | 1           | 0          |
| E. Krafth     | 0              | 0              | 0              | 0              | 0        | 0      | 0           | 0          | 0          | 0          | 0           | 0          | 0                | 0                | 0                | 0                | 0        | 0      | 0           | 0          |
| J. Lascelles  | 0              | 0              | 0              | 0              | 0        | 0      | 0           | 0          | 0          | 0          | 0           | 0          | 0                | 0                | 0                | 0                | 0        | 0      | 0           | 0          |
| T. Livramento | 1              | 0              | 0              | 0              | 0        | 0      | 0           | 0          | 0          | 0          | 0           | 0          | 0                | 0                | 0                | 0                | 1        | 0      | 0           | 0          |
| L. Miley      | 1              | 0              | 0              | 0              | 0        | 0      | 0           | 0          | 0          | 0          | 0           | 0          | 0                | 0                | 0                | 0                | 1        | 0      | 0           | 0          |
| J. Murphy     | 1              | 0              | 0              | 0              | 0        | 0      | 0           | 0          | 0          | 0          | 0           | 0          | 0                | 0                | 0                | 0                | 1        | 0      | 0           | 0          |
| W. Osula      | 1              | 0              | 0              | 0              | 0        | 0      | 0           | 0          | 0          | 0          | 0           | 0          | 0                | 0                | 0                | 0                | 1        | 0      | 0           | 0          |
| N. Pope       | 1              | -0             | 0              | 0              | 0        | -0     | 0           | 0          | 0          | -0         | 0           | 0          | 0                | -0               | 0                | 0                | 1        | -0     | 0           | 0          |
| A. Ramsdale   | 0              | -0             | 0              | 0              | 0        | -0     | 0           | 0          | 0          | -0         | 0           | 0          | 0                | -0               | 0                | 0                | 0        | -0     | 0           | 0          |
| J. Ramsey     | 0              | 0              | 0              | 0              | 0        | 0      | 0           | 0          | 0          | 0          | 0           | 0          | 0                | 0                | 0                | 0                | 0        | 0      | 0           | 0          |
| M. Ritchie    | 0              | 0              | 0              | 0              | 0        | 0      | 0           | 0          | 0          | 0          | 0           | 0          | 0                | 0                | 0                | 0                | 0        | 0      | 0           | 0          |
| F. Schär      | 1              | 0              | 0              | 0              | 0        | 0      | 0           | 0          | 0          | 0          | 0           | 0          | 0                | 0                | 0                | 0                | 1        | 0      | 0           | 0          |
| M. Targett    | 0              | 0              | 0              | 0              | 0        | 0      | 0           | 0          | 0          | 0          | 0           | 0          | 0                | 0                | 0                | 0                | 0        | 0      | 0           | 0          |
| M. Thiaw      | 0              | 0              | 0              | 0              | 0        | 0      | 0           | 0          | 0          | 0          | 0           | 0          | 0                | 0                | 0                | 0                | 0        | 0      | 0           | 0          |
| S. Tonali     | 1              | 0              | 0              | 0              | 0        | 0      | 0           | 0          | 0          | 0          | 0           | 0          | 0                | 0                | 0                | 0                | 1        | 0      | 0           | 0          |
| K. Trippier   | 1              | 0              | 0              | 0              | 0        | 0      | 0           | 0          | 0          | 0          | 0           | 0          | 0                | 0                | 0                | 0                | 1        | 0      | 0           | 0          |
| J. Willock    | 0              | 0              | 0              | 0              | 0        | 0      | 0           | 0          | 0          | 0          | 0           | 0          | 0                | 0                | 0                | 0                | 0        | 0      | 0           | 0          |